# Hitvallás
A hitvallás egy vallás tanításának rövid, sokszor tételes összefoglalása. A legismertebbek a kereszténység hitvallásai. A keresztény hitvallások feladata az volt, hogy az egyház képviselői közösen megvallják a hitük tömör lényegét. Ezek közül is a legfontosabb Nikaia–konstantinápolyi hitvallás (Symbolum Nicaeno-Constantinopolitanum) és az Apostoli hitvallás (Symbolum Apostolorum). Általában a keresztény közösségek istentiszteletein e kettő valamelyike hangzik el, ezeket szokták közkeletű névvel Hiszekegynek nevezni. Eltérő jelentésárnyalatú latin kifejezések a hitvallásra: Confessio fidei, Credo, Symbolum.

## Óegyházi hitvallások

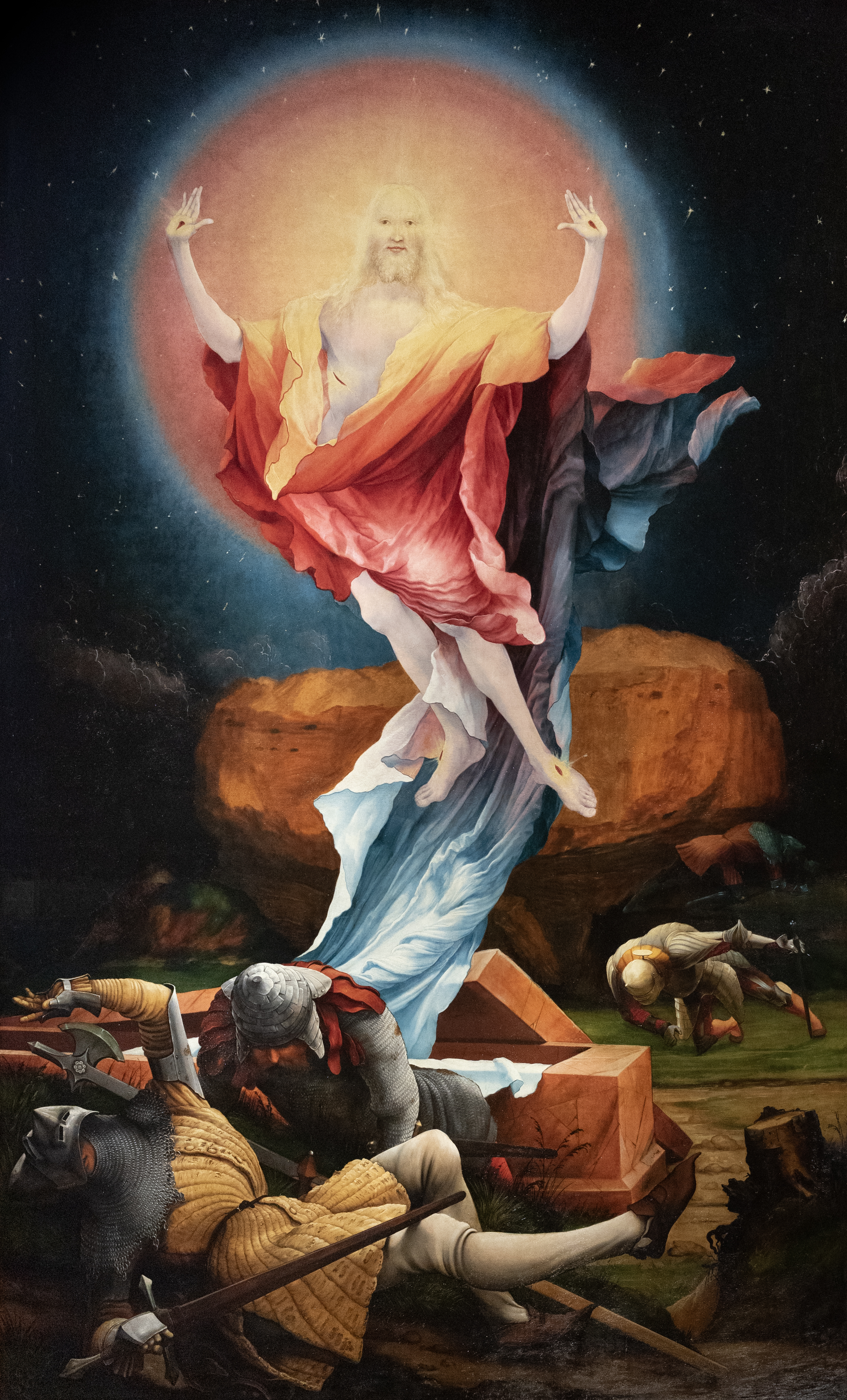
Matthias Grünewald: Isenheimi oltár – Feltámadás, Colmar, Franciaország

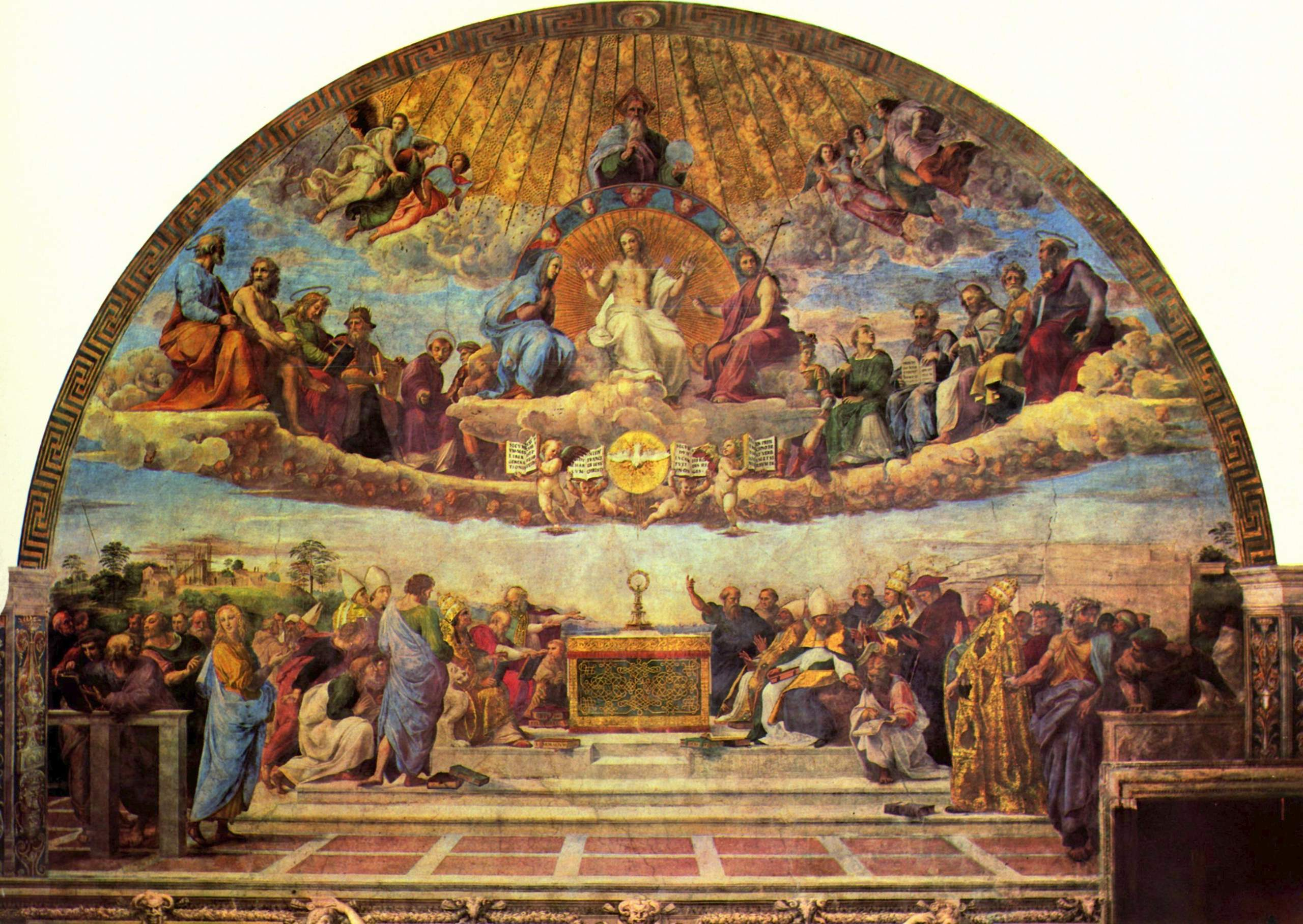
Raffaello Sanzio: Disputa (La disputa del sacramento), Stanza della Segnatura, Vatikán

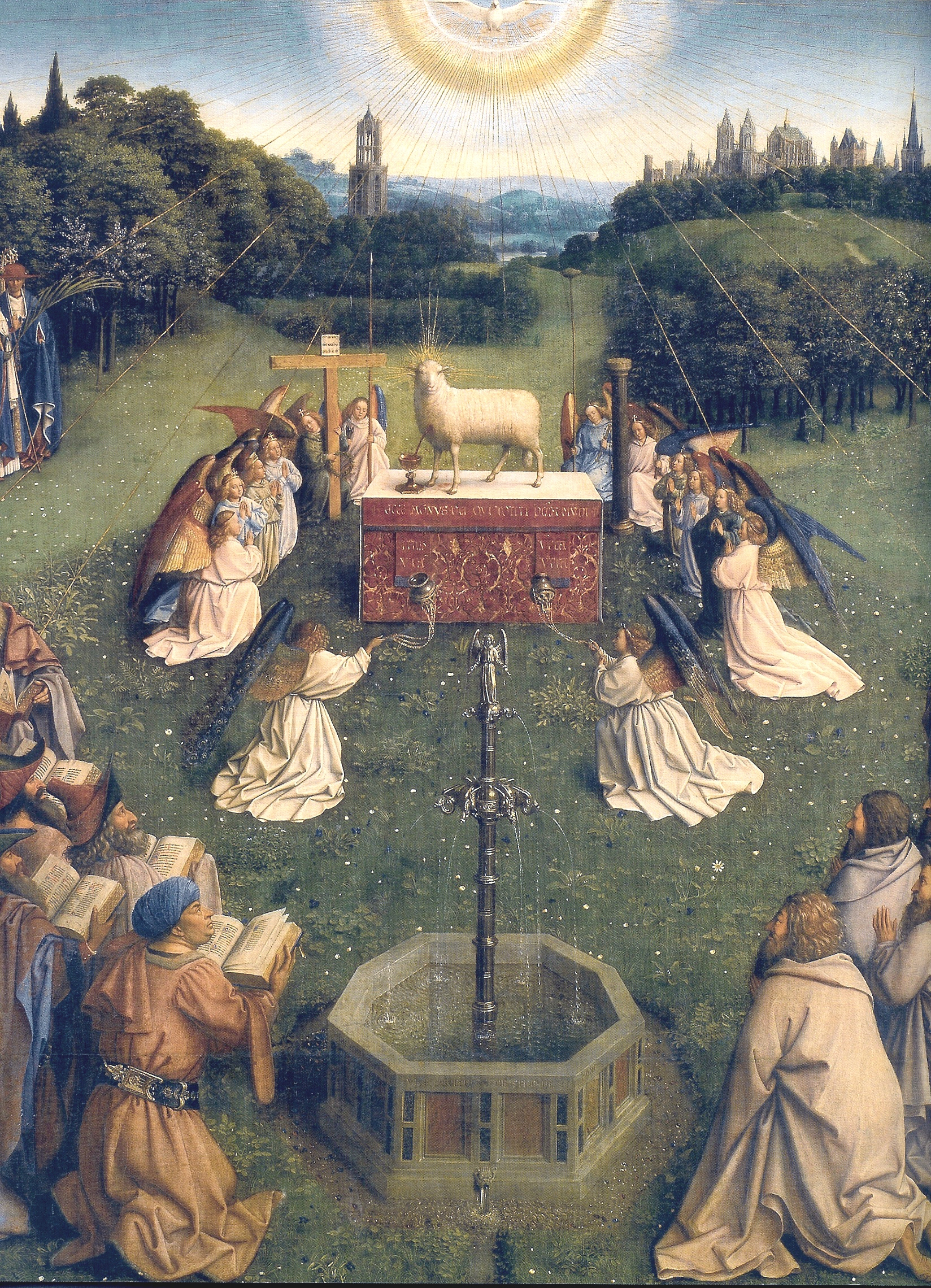
Hubert van Eyck és Jan van Eyck: A bárány imádása, Genti oltár, Gent, Belgium

### A Nikaia-konstantinápolyi hitvallás
Latin szöveg:

„Credo in unum Deum, Patrem omnipoténtem, factórem cæli et terræ, visibílium ómnium et invisibílium. Et in unum Dóminum Iesum Christum, Fílium Dei unigénitum, et ex Patre natum ante ómnia sǽcula; Deum de Deo, lumen de lúmine, Deum verum de Deo vero; génitum non factum, consubstantiálem Patri, per quem ómnia facta sunt; qui propter nos hómines et propter nostram salútem descéndit de cælis, et incarnátus est de Spíritu Sancto ex María Vírgine, et homo factus est; crucifíxus étiam pro nobis sub Póntio Piláto, passus et sepúltus est, et resurréxit tértia die, secúndum Scriptúras, et ascéndit in cælum, sedet ad déxteram Patris; et íterum venturus est cum glória, iudicáre vivos et mórtuos, cuius regni non erit finis. Et in Spíritum Sanctum, Dóminum et vivificántem, qui ex Patre Filióque procédit, qui cum Patre et Fílio simul adorátur et conglorificátur; qui locútus est per prophétas. Et unam, sanctam, cathólicam et apostólicam Ecclésiam. Confíteor unum baptísma in remissiónem peccatórum. Et exspécto resurrectiónem mortuórum, et vitam ventúri sæculi. Amen.”

A Nicea-konstantinápolyi hitvallás (latinul: Symbolum Nicaeno-Constantinopolitanum) az egyik legősibb és legismertebb keresztény hitvallás, melyet szinte minden keresztény felekezet és közösség elfogad, és gyakran hangzik el istentiszteleteiken.
A görög nyelvű szövegét, az első nikaiai zsinaton született hitvallás kibővítésével a 381-ben tartott első konstantinápolyi zsinat fogadta el. Az ortodox liturgiában és a római katolikus szentmisén a legtöbbször ez a hitvallás hangzik el. A Szentháromságról és Krisztus isten-emberi természetéről szóló tanítás a katolikus hit alapja.
Ökumenikus magyar fordítása:
| Hiszek az egy Istenben, mindenható Atyában, mennynek és földnek, minden láthatónak és láthatatlannak teremtőjében. Hiszek az egy Úrban, Jézus Krisztusban, Isten egyszülött Fiában, aki az Atyától született minden idő előtt, Isten az Istentől, világosság a világosságtól, valóságos Isten a valóságos Istentől; született és nem teremtetett, az Atyával egylényegű, és általa lett minden. Érettünk, emberekért és üdvösségünkért leszállt a mennyből. Megtestesült a Szentlélektől és Szűz Máriától, és emberré lett. Keresztre feszítették értünk Poncius Pilátus alatt, kínhalált szenvedett, és eltemették, harmadnapon feltámadt az Írások szerint, fölment a mennybe, ott ül az Atya jobbján, újra eljön dicsőségében ítélni élőket és holtakat, és uralmának nem lesz vége. Hiszek a Szentlélekben, Urunkban és éltetőnkben, aki az Atyától (és a Fiútól) származik, akit az Atyával és Fiúval együtt imádunk és dicsőítünk, és aki szólt a próféták által. Hiszem az egy, szent, egyetemes és apostoli egyházat. Vallom az egy keresztséget a bűnök bocsánatára. Várom a holtak föltámadását és az eljövendő örök életet. Ámen. |

### Az Apostoli hitvallás
Az Apostoli hitvallás (latinul: Symbolum Apostolicum vagy Symbolum Apostolorum) elsősorban a nyugati kereszténységben ismert. A hitvallás jelenlegi szövege Nyugat-Európában, a 6-8. században véglegesedett. A magyarországi protestáns egyházak istentiszteletein a leggyakrabban ez a hitvallás hangzik el. Magyar fordítása:
| Hiszek egy Istenben, mindenható Atyában, mennynek és földnek Teremtőjében. És Jézus Krisztusban, az Ő egyszülött Fiában, a mi Urunkban, aki fogantatott Szentlélektől, született Szűz Máriától, szenvedett Poncius Pilátus alatt; megfeszítették, meghalt és eltemették. Alászállt a poklokra, harmadnapon feltámadt a halottak közül, fölment a mennybe, ott ül a mindenható Atya Isten jobbján, onnan jön el ítélni élőket és holtakat. Hiszek Szentlélekben. Hiszem az egyetemes/katolikus anyaszentegyházat, a szentek közösségét, a bűnök bocsánatát, a test feltámadását és az örök életet. Ámen. |

### Az Athanasius-i hitvallás
Közkeletű elnevezésével ellentétben szerzőjeként Alexandriai Szent Atanáz máig vitatott, kb. 430. és 589. között keletkezhetett Nyugat-Európában. Kezdőszaváról gyakran Quicumque-hitvallásnak is nevezik. Az imádság elveszítette jelentőségét, amikor XXIII. János pápa 1960-as Codex Rubricarum reformja kiiktatta a vasárnapi príma szokott rendjéből, és egyedül Szentháromság vasárnapján tartotta meg. Két évvel később a második vatikáni zsinat Sacrosanctum Concilium kezdetű liturgikus konstitúciója kifejezetten megszüntette a prímát, így a Quicumque is eltűnt a liturgiából.
1. Aki üdvözülni akar, annak mindenekelőtt az egyetemes-keresztyén hitet kell megtartania,

2. mert aki ezt nem őrzi meg teljesen és sértetlenül, az kétségtelenül örökre elkárhozik.

3. Az egyetemes-keresztyén hit pedig ez: az egy Istent a háromságban, a háromságot pedig az egységben tiszteljük;

4. s ne keverjük össze a személyeket, se a lényeget szét ne válasszuk.

5. Más személy ugyanis az Atya, más a Fiú, más a Szentlélek:

6. de egy az Atya, a Fiú és a Szentlélek istensége, egy a dicsőségük, egyformán örök a fenségük.

7. Amilyen az Atya, olyan a Fiú. olyan a Szentlélek is:

8. Nemteremtetett az Atya, nemteremtetett a Fiú, nemteremtetett a Szentlélek.

9. Végtelen az Atya, végtelen a Fiú, végtelen a Szentlélek.

10. Örökkévaló az Atya, örökkévaló a Fiú, örökkévaló a Szentlélek, -

11. de mégsem három az örökkévaló, hanem egy az örökkévaló.

12. Ugyanígy nem három a nemteremtetett, s nem három a végtelen, hanem egy a nemteremtetett és egy a végtelen.

13. Hasonlóképpen: mindenható az Atya, mindenható a Fiú, mindenható a Szentlélek;

14. de mégsem három a mindenható, hanem egy a mindenható.

15. Ugyancsak: Isten az Atya, Isten a Fiú, Isten a Szentlélek,

16. de mégsem három az Isten, hanem egy az Isten.

17. Ugyanígy: Úr az Atya, Úr a Fiú, Úr a Szentlélek,

18. de mégsem három az Úr, hanem egy az Úr.

19. Mert amiképpen a keresztény igazság arra késztet, hogy mindegyik személyt külön-külön Istennek s Úrnak is valljuk, - ugyanúgy az egyetemes keresztyén hit nem engedi, hogy három Istenről vagy Úrról beszéljünk.

20. Az Atyát senki sem alkotta, se nem teremtette, se nem szülte.

21. A Fiú egyedül az Atyától van, - nem alkottatott, nem teremtetett, hanem született.

22. A Szentlélek az Atyától és a Fiútól - nem alkottatott, nem teremtetett, hanem jön.

23. Egy tehát az Atya, nem három Atya, egy a Fiú, nem három Fiú, egy a Szentlélek, nem három Szentlélek.

24. Ebben a háromságban pedig nincs elsőbb és későbbi, nincs nagyobb és kisebb,

25. hanem mind a három személy egyformán örökkévaló és egymással egyenlo: s ezért - ahogy elobb már mondtuk - a háromságot minden esetben az egységben, az egységet pedig a háromságban kell tisztelnünk.

26. Aki tehát üdvözülni akar, az így vélekedjék a Szentháromságról.

27. Az örök üdvösséghez azonban szükséges, hogy bizodalmas hittel higgye Jézus Krisztus Urunk emberrélételét is.

28. Az tehát az igaz hit, hogy higgyük és valljuk: a mi Urunk Jézus Krisztus Istennek Fia - Isten is és ember is:

29. az Atya lényegéből az idő elott született Isten, - s az anya lényegéből az időben született ember.

30. Egészen Isten, egészen ember, - értelmes lélekkel és emberi testtel.

31. Egyenlő az Atyával istensége szerint, kisebb az Atyánál embersége szerint.

32. S jóllehet Isten és ember, mégsem két, hanem egy Krisztus.

33. Egy pedig nem úgy, hogy az istenség testté változott, hanem úgy, hogy Isten magára öltötte az emberséget.

34. Teljesen egy, nem a lényeg egybeolvadása, hanem a személy egysége miatt.

35. Mert amint az értelmes lélek és a test egy ember, úgy az Isten és ember is egy Krisztus;

36. aki üdvösségünkért szenvedett, leszállt a pokolba, feltámadt a halálból,

37. fölment a mennybe, az Atya jobbjára ült, onnan jön el megítélni éloket és holtakat,

38. eljövetelekor minden embernek saját testében fel kell támadnia és cselekedeteiről számot kell adnia;

39. és akik jót cselekedtek, az örök életre jutnak, akik rosszat, az örök tűzre.

40. Ez az egyetemes-keresztyén hit; aki ezt nem hiszi bizodalmas és tántoríthatatlan hittel, az nem üdvözülhet.

## A reformáció és rekatolizáció korának hitvallási iratai
Az evangélikus egyház reformáció-kori hitvallási iratai:
- Az egyetemes vagy ökumenikus hitvallások (Apostoli hitvallás / Niceai hitvallás / Athanaszioszi hitvallás)
- Ágostai hitvallás
- Az Ágostai hitvallás apológiája
- Luther Márton Kis kátéja
- Luther Márton Nagy kátéja
- Luther Márton Schmalkaldeni cikkei
- Philipp Melanchthon: Értekezés a pápa hatalmáról és elsőségéről
- Egyességi irat (Formula concordiae)

A református egyház reformáció-kori hitvallási iratai:
- Heidelbergi káté
- II. helvét hitvallás

A katolikus egyház rekatolizáció-kori hitvallása:
- Trienti hitvallás

## Magyarországi hitvallások
- Ötvárosi hitvallás(wd) (Confessio pentapolitana)
- Hétvárosi hitvallás(wd) (Confessio heptapolitana)
- Szepességi hitvallás(wd) (Confessio Scepusiana)
- Erdődi hitvallás
- Debrecen–egervölgyi hitvallás
- Unitárius hitvallás

## Lásd még
- Apostoli hitvallás
- Nikaia–konstantinápolyi hitvallás
- Ágostai hitvallás
- Heidelbergi káté
- Ima
- Miatyánk
- Üdvözlégy